# Pavé de Wallers à Hélesmes
Der Sektor Pavé de Wallers à Hélesmes oder Pont Gibus ist ein 1600 Meter langer mit Kopfsteinen gepflasterter Weg, welcher im Radrennen Paris–Roubaix von Wallers im französischen Département Nord in Richtung Nordwesten verwendet wird. Er endet an der D955, wo die Fahrer links nach Hélesmes abbiegen.

## Charakteristik
Der Sektor Pavé de Wallers à Hélesmes ist mit Schwierigkeitsstufe drei Sternen zugeordnet, obwohl er bei der Austragung 2007 noch mit vier Sternen ausgezeichnet wurde. Gleichwohl ist er nicht zu unterschätzen, weil er unmittelbar nach dem Trouée d’Arenberg zu absolvieren ist.

## Geschichte
Der Sektor wird seit 1974 bei Paris–Roubaix befahren und wurde während der fünften Etappe der Tour de France 2014 in umgekehrter Fahrtrichtung von Richtung Hélesmes in Richtung Wallers genutzt, ebenso in der fünften Etappe 2022. Er war jeweils der letzte Kopfsteinabschnitt, der auf der Etappe vor dem Ziel in Arenberg absolviert wurde.
Seit 2013 wird der Sektor auch „Pont Gibus“ genannt. Dies geht auf die ehemalige Brücke zurück, unter der der Sektor verläuft, und die die Stelle markiert, an der Gilbert Duclos-Lassalle 1992 seinen erfolgreichen Angriff startete. Die Brücke war Teil eines Bahndamms der ehemaligen Linie Denain–Saint-Amand-les-Eaux, die hier die noch bestehende Linie von Douai nach Valenciennes kreuzte. Bei Paris–Roubaix 2015 begannen sich die Bahnschranken unmittelbar vor dem nahenden Peloton zu schließen, um einen TGV passieren zu lassen. Etwa die Hälfte des Pelotons überquerte entgegen dem Reglement noch die Schienen. Die Rennleitung erklärte dazu, von der SNCF grünes Licht für die Passage bekommen zu haben und von der Situation überrascht worden zu sein.
Die Vereinigung Les Amis du Pont Gibus betreut den Sektor.

## Bildergalerie

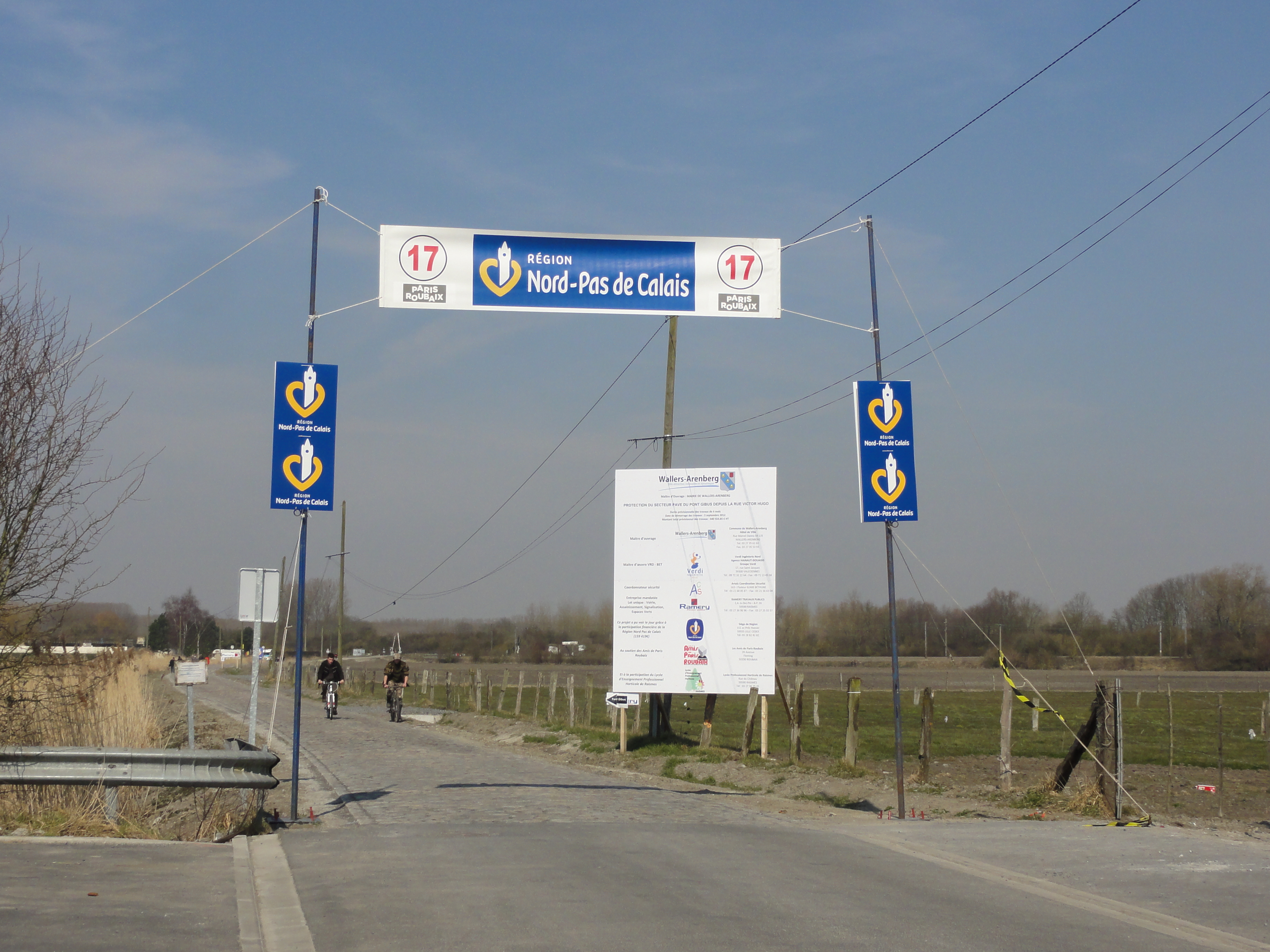
Beginn Sektor Wallers à Hélesmes 2013
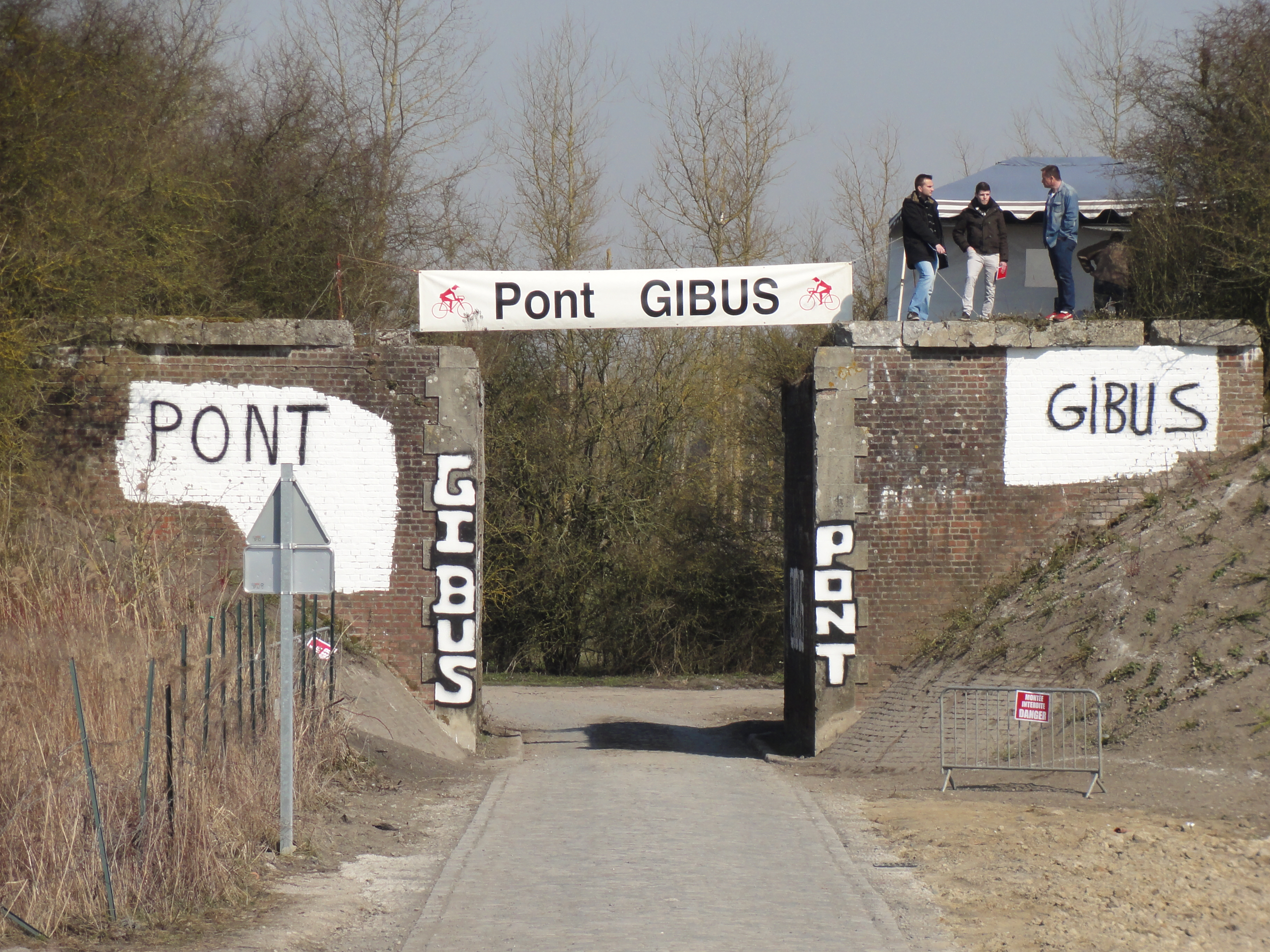
Ehemalige Brücke im Sektor Wallers à Hélesmes 2013
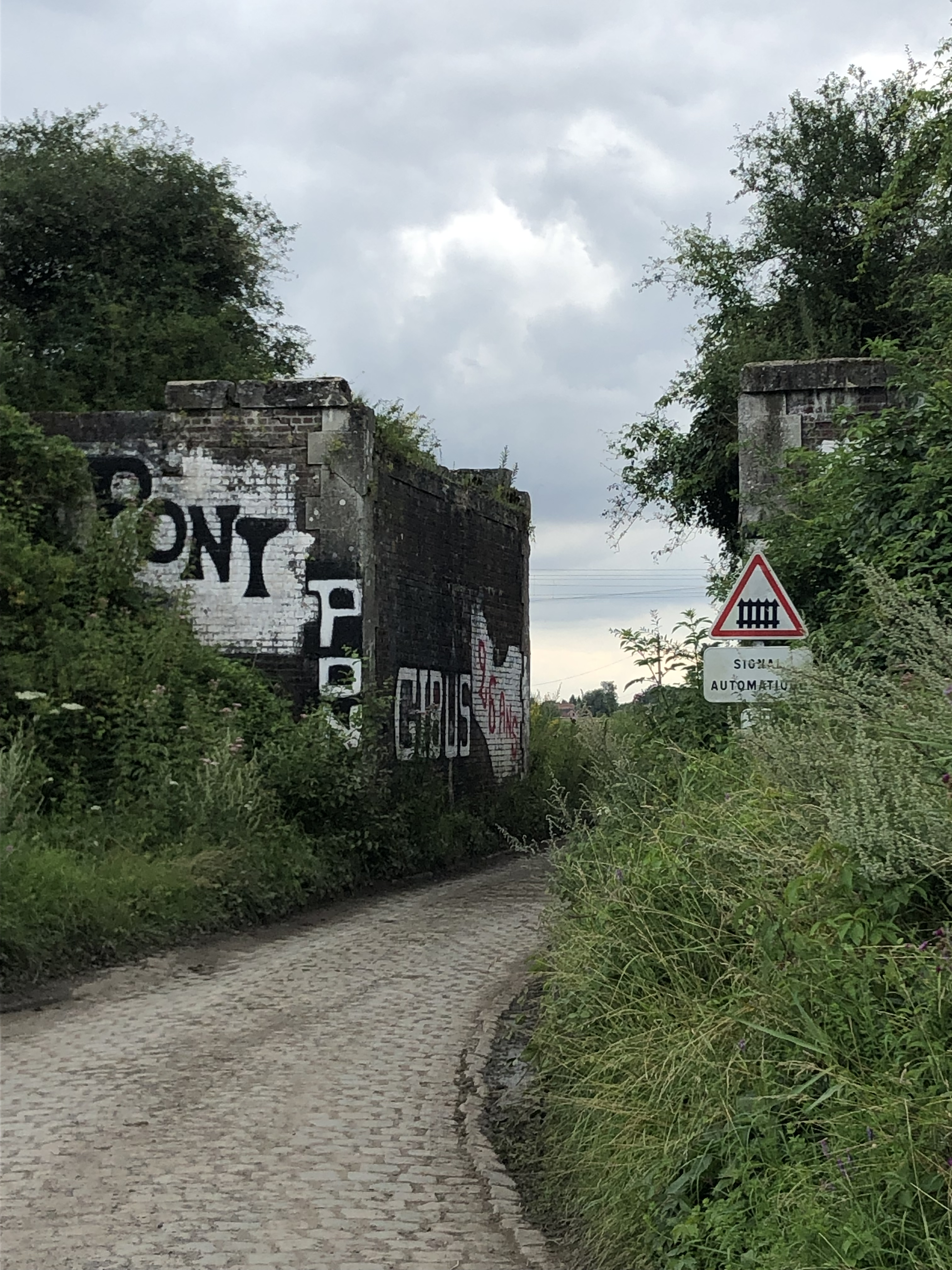
Ehemalige Brücke im Sektor Wallers à Hélesmes